# リチャード・バックマン (ラグビー選手)
リチャード・バックマン（Richard Buckman、1989年5月27日 - ）は、ニュージーランドのラグビー選手。

## プロフィール
- ニュージーランド出身[1]。
- ポジションはセンター(CTB)。
- 身長 184cm、体重 94kg
- ニュージーランド・バーバリアンズに選ばれたことがある[2]。

## 略歴
ネイピアボーイズ高校、ホークスベイ、ハリケーンズ、ハイランダーズを経る。
2016年、パナソニック ワイルドナイツ(現・埼玉パナソニックワイルドナイツ)に加入。同年9月17日に行われたジャパンラグビートップリーグ第4節のサントリーサンゴリアス戦に先発出場で日本での公式戦初出場を果たした。2017年、パナソニック ワイルドナイツを退団した。
2018年、神戸製鋼コベルコスティーラーズ(現・コベルコ神戸製鋼スティーラーズ)に加入。
2022年1月8日に行われたJAPAN RUGBY LEAGUE ONE第1節シャイニングアークス東京ベイ浦安戦でリーグワンとしての初トライを挙げた。

## 受賞歴
- 2018-19トップリーグベスト15